# Daniele Bruschi
Daniele Bruschi (né le 8 juillet 1966 à Fiorenzuola d'Arda) est un coureur cycliste italien. Durant sa carrière, il pratique le VTT, le cyclo-cross et le cyclisme sur route.

## Palmarès en VTT

### Championnats monde
- Vail 1994
  - 5e du cross-country

### Coupe du monde
Coupe du monde de cross-country
- 1993 : un podium à Bassano del Grappa
- 1994 : un podium à Houffalize
- 1995 : un podium à Budapest

### Championnats d'Europe
- Klosters 1993
  -  Médaillé d'argent du cross-country

## Palmarès sur route

### Par années
- 1987
  -  Champion d'Italie sur route amateurs
  - Vicence-Bionde
  - Milan-Tortone
- 1988
  - 2e étape du Tour de Calabre
- 1990
  - Grand Prix San Giuseppe
  - 3e du Giro del Belvedere
  - 3e de Milan-Tortone

### Résultats sur le Tour d'Italie
- 1989 : 135e